# جون أ. كولينز
جون أ. كولينز (بالإنجليزية: John A. Collins)‏ هو ضابط أمريكي، ولد في 17 سبتمبر 1931 في بوسطن في الولايات المتحدة، وتوفي في 7 مايو 2003 في لونغ برانش في الولايات المتحدة.